# Kew Nordqvist
Kew Olle Nordqvist, född 12 mars 1950 i Maria Magdalena församling i Stockholm, är en svensk politiker (miljöpartist). Han var ordinarie riksdagsledamot 2010–2014, invald för Jönköpings läns valkrets.
I riksdagen var han suppleant i EU-nämnden och miljö- och jordbruksutskottet.

## Politik
De frågor han gick till val på i valrörelsen 2010 var en omställning från ett samhälle med fossila bränslen till ett samhälle med förnybar energi. Han vill med politiska styrmedel ställa om jordbruket så att detta sker på ett ekologiskt sätt. En av de frågor han vill driva är att ta fram en plan för att snabbt avveckla kärnkraften i Sverige.